# Риск-нейтральная мера
Риск-нейтральная мера (скорректированная на риск мера, эквивалентная мартингальная мера) — применяемая в стохастической финансовой теории (математике) искусственная вероятностная мера (эквивалентная физической вероятностной мере) относительно которой будущая стоимость актива в единицах банковского счета — отношение стоимости рисковых активов к стоимости банковского счета (счета денежного рынка) — является мартингалом (или хотя бы локальным мартингалом) на безарбитражном рынке .
Существование такой меры на безарбитражном рынке гарантируется первой фундаментальной теоремой теории арбитражного ценообразования (APT), а её единственность в случае полных рынков — второй теоремой APT.
Свойство мартингальности позволяет выразить текущую стоимость будущих денежных потоков через условное математическое ожидание (в риск-нейтральной мере) их дисконтированной величины.
Риск-нейтральную меру чаще всего обозначают {\displaystyle \mathbb {Q} } в отличие от физической вероятностной меры {\displaystyle \mathbb {P} }

## Формула оценки в риск-нейтральной мере
Пусть в момент T величина платежа равна {\displaystyle V_{T}}. Мартингальное свойство риск-нейтральной меры означает по определению что
{\displaystyle {V_{t} \over B_{t}}=\mathbb {E} _{t}^{\mathbb {Q} }{\Bigl (}{V_{T} \over B_{T}}{\Bigr )}}
где {\displaystyle B_{t}=B_{0}e^{\int _{0}^{t}r_{u}du}} - так процесс так называемого банковского счета, являющегося локально предсказуемым процессом роста по безрисковой ставке {\displaystyle r_{t}} (процентная ставка случайна в общем случае).
Отсюда стоимость актива в данный момент времени
{\displaystyle V_{t}=B_{t}\mathbb {E} _{t}^{\mathbb {Q} }{\Bigl (}{V_{T} \over B_{T}}{\Bigr )}=\mathbb {E} _{t}^{\mathbb {Q} }{\Bigl (}{B_{t} \over B_{T}}V_{T}{\Bigr )}=\mathbb {E} _{t}^{\mathbb {Q} }{\Bigl (}D(t,T)V_{T}{\Bigr )}}
где {\displaystyle D(t,T)=B_{t}/B_{T}=e^{-\int _{t}^{T}r_{u}du}} - дисконтирующий процесс.

## Связанные понятия
- Бескупонная (дисконтная) облигация - безрисковая облигация с единичным номиналом и сроком погашения T. Стоимость такой облигации согласно общей формуле оценки в риск-нейтральной мере равна

{\displaystyle P(t,T)=\mathbb {E} _{t}^{\mathbb {Q} }[D(t,T)]=\mathbb {E} _{t}^{\mathbb {Q} }[e^{-\int _{t}^{T}r_{u}du}]}
Стоимость такой облигации представляет собой так называемый дисконт-фактор (множитель дисконтирования), если перейти от риск-нейтральной меры к так называемой T-форвардной мере:
{\displaystyle V_{t}=P(t,T)\mathbb {E} _{t}^{\mathbb {Q} ^{T}}[V_{T}]}
- Фьючерсные цены и фьючерсные ставки являются мартингалами в риск-нейтральной мере.
- Спот-мера - дискретный аналог "непрерывной" риск-нейтральной меры